# Eero Hirvonen
Eero Hirvonen (ur. 30 stycznia 1996 w Laukaa) – fiński dwuboista klasyczny, brązowy medalista mistrzostw świata juniorów.

## Kariera
Po raz pierwszy na arenie międzynarodowej Hirvonen pojawił się 17 grudnia 2013 roku w Soldier Hollow, gdzie w zawodach Pucharu Kontynentalnego zajął 39. miejsce w zawodach metodą Gundersena. W lutym 2014 roku wystartował na mistrzostwach świata juniorów w Val di Fiemme, gdzie był osiemnasty sprincie. Na rozgrywanych rok później mistrzostwach świata juniorów w Ałmaty był między innymi piętnasty w Gundersenie i czwarty w sztafecie. Najlepsze wyniki osiągnął jednak na mistrzostwach świata juniorów w Râșnovie w 2016 roku, gdzie w sztafecie zdobył złoty medal, a w Gundersenie był czwarty.
W Pucharze Świata zadebiutował 6 marca 2015 roku w Lahti, zajmując 33. miejsce w Gundersenie. Pierwsze pucharowe punkty wywalczył blisko rok później, 19 lutego 2016 roku w tej samej miejscowości, zajmując 25. miejsce w tej samej konkurencji. Sezon 2015/2016 zakończył na 56. pozycji w klasyfikacji generalnej. Pierwszy raz w czołowej dziesiątce zawodów Pucharu Świata znalazł się 26 listopada 2016 roku w Ruce, gdzie był czwarty w Gundersenie. Walkę o podium przegrał tam z Norwegiem Jørgenem Gråbakiem o 2,5 s. Na początku 2017 roku, 7 stycznia, podczas zawodów w Lahti po raz pierwszy stanął na podium zawodów pucharowych, zajmując drugie miejsce. Przegrał tam tylko z Niemcem Erikiem Frenzelem o 4,1 s. Było to jego jedyne podium w sezonie 2016/2017, który ukończył na ósmym miejscu w klasyfikacji generalnej. W sezonie 2017/2018 pięciokrotnie stawał na podium: dwukrotnie był drugi i trzykrotnie trzeci. W klasyfikacji generalnej był tym razem szósty.
W 2017 roku wystartował na mistrzostwach świata w Lahti. Zajął tam piąte miejsce w sztafecie, siódme w sprincie drużynowym, dziewiąte indywidualnie na normalnej skoczni, a rywalizację indywidualną na dużym obiekcie zakończył na 21. pozycji. Na rozgrywanych rok później igrzyskach olimpijskich w Pjongczangu był szósty w sztafecie, podobnie jak w obu konkurencjach indywidualnych.

## Osiągnięcia

### Igrzyska olimpijskie
| Miejsce | Dzień     | Rok  | Miejscowość | Konkurencja           | Wynik zwycięzcy | Strata  | Zwycięzca       |
| ------- | --------- | ---- | ----------- | --------------------- | --------------- | ------- | --------------- |
| 6.      | 14 lutego | 2018 | Pjongczang  | Gundersen HS109/10 km | 24:51,4         | +51,6   | Eric Frenzel    |
| 6.      | 20 lutego | 2018 | Pjongczang  | Gundersen HS140/10 km | 23:52,5         | +22,1   | Johannes Rydzek |
| 6.      | 22 lutego | 2018 | Pjongczang  | Sztafeta HS140/4x5 km | 46:09,8         | +2:30,7 | Niemcy          |
| 17.     | 9 lutego  | 2022 | Zhangjiakou | Gundersen HS106/10 km | 25:07,7         | +1:54,6 | Vinzenz Geiger  |
| 20.     | 15 lutego | 2022 | Zhangjiakou | Gundersen HS140/10 km | 27:13,3         | +2:04,0 | Jørgen Graabak  |
| 8.      | 17 lutego | 2022 | Zhangjiakou | Sztafeta HS140/4x5 km | 50:45,1         | +2:39,0 | Norwegia        |

### Mistrzostwa świata
| Miejsce | Dzień     | Rok  | Miejscowość      | Konkurencja                     | Wynik zwycięzcy | Strata  | Zwycięzca          |
| ------- | --------- | ---- | ---------------- | ------------------------------- | --------------- | ------- | ------------------ |
| 9.      | 24 lutego | 2017 | Lahti            | Gundersen HS100/10 km           | 26:19,6         | +45,1   | Johannes Rydzek    |
| 5.      | 26 lutego | 2017 | Lahti            | Sztafeta HS100/4x5 km           | 47:57,3         | +1:17,7 | Niemcy             |
| 21.     | 1 marca   | 2017 | Lahti            | Gundersen HS130/10 km           | 26:41,6         | +2:15,5 | Johannes Rydzek    |
| 7.      | 3 marca   | 2017 | Lahti            | Sprint drużynowy HS130/2x7,5 km | 28:45,8         | +1:10,7 | Niemcy             |
| 20.     | 22 lutego | 2019 | Seefeld in Tirol | Gundersen HS130/10 km           | 23:43,0         | +2:20,1 | Eric Frenzel       |
| 7.      | 24 lutego | 2019 | Seefeld in Tirol | Sprint drużynowy HS130/2x7,5 km | 28:29,5         | +2:03,1 | Niemcy             |
| DNF     | 28 lutego | 2019 | Seefeld in Tirol | Gundersen HS109/10 km           | 25:01,3         | –       | Jarl Magnus Riiber |
| 5.      | 2 marca   | 2019 | Seefeld in Tirol | Sztafeta HS109/4x5 km           | 50:15,5         | +1:09,6 | Norwegia           |
| 5.      | 28 lutego | 2021 | Oberstdorf       | Sztafeta HS106/4x5 km           | 43:57,7         | +2:38,7 | Norwegia           |
| 18.     | 4 marca   | 2021 | Oberstdorf       | Gundersen HS137/10 km           | 23:11,1         | +3:23,3 | Johannes Lamparter |
| 5.      | 6 marca   | 2021 | Oberstdorf       | Sprint drużynowy HS137/2x7,5 km | 29:29,7         | +1:42,7 | Austria            |
| 19.     | 25 lutego | 2023 | Planica          | Gundersen HS102/10 km           | 24:36,3         | +1:38,4 | Jarl Magnus Riiber |
| 6.      | 26 lutego | 2023 | Planica          | Sztafeta mieszana HS102/4x5 km  | 37:38,2         | +3:32,1 | Norwegia           |
| 5.      | 1 marca   | 2023 | Planica          | Sztafeta HS138/4x5 km           | 47:20,4         | +2:00,9 | Norwegia           |
| 11.     | 4 marca   | 2023 | Planica          | Gundersen HS138/10 km           | 23:42,6         | +2:07,8 | Jarl Magnus Riiber |
| 5.      | 28 lutego | 2025 | Trondheim        | Sztafeta mieszana HS102/4x5 km  | 36:37,5         | +2:48,5 | Norwegia           |
| 16.     | 1 marca   | 2025 | Trondheim        | Kompakt HS102/7,5 km            | 17:13,4         | +1:05,5 | Jarl Magnus Riiber |
| 4.      | 7 marca   | 2025 | Trondheim        | Sztafeta HS138/4x5 km           | 50:37,7         | +2:08,7 | Niemcy             |
| 34.     | 8 marca   | 2025 | Trondheim        | Gundersen HS138/10 km           | 24:57,5         | +6:07,8 | Jarl Magnus Riiber |

### Mistrzostwa świata juniorów
| Miejsce | Dzień     | Rok  | Miejscowość   | Konkurencja           | Wynik zwycięzcy | Strata  | Zwycięzca             |
| ------- | --------- | ---- | ------------- | --------------------- | --------------- | ------- | --------------------- |
| 18.     | 1 lutego  | 2014 | Val di Fiemme | Gundersen HS106/5 km  | 13:44,2         | +1:50,6 | Philipp Orter         |
| 15.     | 4 lutego  | 2015 | Ałmaty        | Gundersen HS100/10 km | 25:54,2         | +1:59,9 | Jarl Magnus Riiber    |
| 24.     | 6 lutego  | 2015 | Ałmaty        | Gundersen HS100/5 km  | 12:21,8         | +2:13,9 | Jarl Magnus Riiber    |
| 4.      | 7 lutego  | 2015 | Ałmaty        | Sztafeta HS100/4x5 km | 48:41,4         | +3:00,8 | Austria               |
| 4.      | 23 lutego | 2016 | Râșnov        | Gundersen HS100/10 km | 28:02,1         | +1:08,8 | Bernhard Flaschberger |
| DNS     | 25 lutego | 2016 | Râșnov        | Gundersen HS100/5 km  | 11:01,5         | –       | Tomáš Portyk          |
| 3.      | 26 lutego | 2016 | Râșnov        | Sztafeta HS100/4x5 km | 48:41,4         | +2:44,5 | Austria               |

### Puchar Świata

#### Miejsca w klasyfikacji generalnej
- sezon 2014/2015: niesklasyfikowany
- sezon 2015/2016: 56.
- sezon 2016/2017: 8.
- sezon 2017/2018: 6.
- sezon 2018/2019: 24.
- sezon 2019/2020: 36.
- sezon 2020/2021: 19.
- sezon 2021/2022: 24.
- sezon 2022/2023: 16.
- sezon 2023/2024: 10.
- sezon 2024/2025: 38.

#### Miejsca na podium chronologicznie
| Nr | Data              | Miejscowość | Konkurencja           | Wynik zwycięzcy | Pozycja | Strata | Zwycięzca       |
| -- | ----------------- | ----------- | --------------------- | --------------- | ------- | ------ | --------------- |
| 1. | 7 stycznia 2017   | Lahti       | Gundersen HS130/10 km | 29:13,7         | 2.      | +4,1   | Eric Frenzel    |
| 2. | 25 listopada 2017 | Ruka        | Gundersen HS142/10 km | 24:58,6         | 2.      | +31,7  | Akito Watabe    |
| 3. | 26 listopada 2017 | Ruka        | Gundersen HS142/10 km | 26:21,4         | 3.      | +1,9   | Johannes Rydzek |
| 4. | 17 grudnia 2017   | Ramsau      | Gundersen HS96/10 km  | 26:12,5         | 3.      | +1,5   | Fabian Rießle   |
| 5. | 14 marca 2018     | Trondheim   | Gundersen HS140/10 km | 24:50,0         | 3.      | +1,8   | Fabian Rießle   |
| 6. | 17 marca 2018     | Klingenthal | Gundersen HS140/10 km | 24:06,6         | 2.      | +12,2  | Fabian Rießle   |

### Puchar Kontynentalny

#### Miejsca w klasyfikacji generalnej
- sezon 2013/2014: 40.
- sezon 2014/2015: 18.
- sezon 2015/2016: 54.

#### Miejsca na podium
| Nr | Data           | Miejscowość | Konkurencja           | Wynik zwycięzcy | Pozycja | Strata | Zwycięzca          |
| -- | -------------- | ----------- | --------------------- | --------------- | ------- | ------ | ------------------ |
| 1. | 22 lutego 2015 | Klingenthal | Gundersen HS140/10 km | 23:33,7         | 2.      | +53,0  | Jarl Magnus Riiber |

### Letnie Grand Prix

#### Miejsca w klasyfikacji generalnej
- 2016: 26.
- 2017: (18.)[14]
- 2018: nie brał udziału
- 2019: (38.)[15]
- 2021: (22.)[16]
- 2022: (2.)[17]
- 2023: (5.)[18]
- 2024: (39.)[19]

#### Miejsca na podium chronologicznie
| Nr | Data             | Miejscowość | Konkurencja           | Wynik zwycięzcy | Pozycja | Strata | Zwycięzca         |
| -- | ---------------- | ----------- | --------------------- | --------------- | ------- | ------ | ----------------- |
| 1. | 31 sierpnia 2022 | Oberstdorf  | Gundersen HS137/10 km | 27:20,9         | 3.      | +38,4  | Franz-Josef Rehrl |
| 2. | 4 września 2022  | Tschagguns  | Gundersen HS108/10 km | 21:00,4         | 1.      | –      | –                 |
| 3. | 30 sierpnia 2023 | Oberstdorf  | Gundersen HS137/10 km | 25:43,4         | 2.      | +3,3   | Julian Schmid     |